# Clarisse Campos
Clarisse Maria Gaudino Veredas Campos (Alcácer do Sal, 5 de agosto de 1963) é uma ex-deputada, política portuguesa e candidata pelo Partido Socialista à Câmara Municipal de Alcácer do Sal. Foi deputada à Assembleia da República na XIV Legislatura pelo Partido Socialista. Tem uma licenciatura em Relações Internacionais e é Técnica Superior de Biblioteca e Documentação.

## Vida Pessoal
Clarisse Campos é filha de Augusto Marques Veredas e Custódia Letras Gaudino, é casada e tem dois filhos.

## Percurso Académico
Em 1987 licenciou-se em Relações Internacionais, no Instituto Superior de Ciências Sociais e Políticas da Universidade Técnica de Lisboa. Especializou-se em Ciências Documentais, no ramo de Biblioteca e Documentação, pela Faculdade de Letras da Universidade de Lisboa. Em 2016 concluiu o FORGEP — Programa de Formação em Gestão Pública, no Instituto Nacional de Administração.

## Percurso Profissional
Entre 1987 e 1999 exerceu funções de docente, que acumulou com a formação profissional, e no âmbito das quais ocupou diversos cargos de coordenação e representação. Dirigiu o processo que resultaria na integração da biblioteca da Escola Básica Bernardim Ribeiro, no Torrão, na rede de bibliotecas escolares.
Entre 1999 e 2012 foi coordenadora da Biblioteca Municipal de Ferreira do Alentejo, tendo sido responsável pelos trabalhos que culminaram com a abertura daquele espaço ao público. Ali, dinamizou múltiplas atividades culturais, com especial destaque para a promoção do livro e da leitura.
Pertence ao quadro de pessoal da Câmara Municipal de Alcácer do Sal, desde abril de 2012, tendo assumido desde essa data e até ao dia 31 de janeiro de 2014, funções de coordenação na Biblioteca Municipal de Alcácer do Sal e, entre 2015 e 2016, exercido funções no Arquivo Histórico Municipal de Alcácer do Sal.
Exerceu os cargos de Diretora-Adjunta e de Diretora do Centro de Emprego e Formação Profissional do Alentejo Litoral entre 22 de fevereiro de 2016 e 24 de outubro de 2019.

## Percurso Político
Foi deputada à Assembleia da República pelo Partido Socialista desde 25 de outubro de 2019 até ao dia 3 de junho de 2025.
É vereadora na Câmara Municipal de Alcácer do Sal, em regime de não permanência, desde 2017.
Em março de 2025 prescindiu da candidatura à Assembleia da República para se candidatar à Câmara Municipal de Alcácer do Sal, o concelho onde sempre viveu e que é o segundo mais extenso do País.
É militante do Partido Socialista desde 2007, presidente da Comissão Política Concelhia de Alcácer do Sal desde 2022, atualmente também membro efetivo na Comissão Política Nacional e, por inerência, membro da Comissão Política Distrital de Setúbal.